# 兵長
兵長（へいちょう）は、軍隊の階級の一つで、兵に区分され、伍長の下、上等兵の上に位置する。自衛隊にはこれに相当する階級は無い。

## 日本陸軍
日本陸軍の兵長は、1940年（昭和15年）9月13日勅令581号（9月15日施行）により陸軍兵等級表を改正したときに新設したものである。
二等兵は内地等で教育中のことが多いので、戦地にある兵卒はそれまで上等兵と一等兵のみであるのが原則であった。ところが、1937年に始まった日中戦争の長期化に伴い、現役満期（通常の陸軍徴兵は当時2年）即日再召集される場合が増加し、古参一等兵や古参上等兵が増加し、人事運用上の不都合が生じるようになっていった。そこで、上等兵の上に兵長を設けた。
これに伴い、下士官の不足を補うために設けられていた伍長勤務上等兵の制度は廃止。また、除隊時に下士官適任証を受けた予備役等にある上等兵（現役にあった時に伍長勤務上等兵であった者を含む）は自動的に兵長に進級した。
もっとも、下士官の不足は継続したので、のちに伍長勤務上等兵に相当する下士官勤務兵長が置かれた。

## 日本海軍
大日本帝国海軍において名称に兵長を含む官名としては、1876年（明治9年）8月に海兵を解隊して水夫を水兵に改称した際に、下士の水夫長を水兵長に改めその上に準士官の水兵上長があり下に下士の水兵次長及び水兵長属があった。
このときの水兵長は、1882年（明治15年）6月に官等を一つ繰り上げて水兵長を准士官に加え、水兵次長及び水兵長属を廃止して一等兵曹及び二等兵曹を置き、1884年（明治17年）7月に水兵上長・水兵長を廃止して兵曹上長・兵曹長を置いた。
海軍兵の職階としては、1942年（昭和17年）の改正で従来の一等水兵などの名称を水兵長などに改めた。略称は水長。
術科学校を終え、選抜試験に受かると、下士官である二等兵曹に昇任した。
なお、善行章が付与される前に水兵長（旧一等水兵）に進級した者をオチョーチンと呼称した。

## 各国の呼称
兵長に相当する階級に次のものがあるが、大半は上等兵と同様の待遇、階級である。
- アメリカ合衆国
  - 空軍：Senior Airmen

　1967年までは、Airman First Class だった。
- イギリス
  - 海軍：Leading Rate
- フランス
  - 陸軍、空軍：Caporal chef
  - 海軍：Quartier maître (de 1ère classe)
  - 国家憲兵：Brigadier-chef
- スペイン
  - 陸軍、海軍、空軍：Cabo primero
- イタリア
  - 陸軍：Caporale maggiore
  - 海軍：Sottocapo
  - 空軍：Primo aviere
  - 国家憲兵：Carabiniere
- ポルトガル
  - 陸軍、空軍：Cabo-Adjunto
  - 海軍：Cabo
- シンガポール
  - 陸軍：Corporal
- 韓国
  - 陸軍、海軍、空軍、海兵隊：병장（漢字：兵長）